# Сельское поселение Захаровское (Московская область)
Се́льское поселе́ние Заха́ровское — упразднённое муниципальное образование (сельское поселение) в Одинцовском муниципальном районе Московской области. Образовано в 2005 году, включило 17 населённых пунктов позже упразднённых Захаровского и Введенского сельских округов.
Административный центр — посёлок Летний Отдых.
Глава сельского поселения — Мотылёва Мария Алексеевна.

## Границы
Границы муниципального образования определяются законом Московской области «О статусе и границах Одинцовского муниципального района и вновь образованных в его составе муниципальных образований». Сельское поселение Захаровское граничит с:
- городским округом Звенигород (на севере)
- сельским поселением Успенское (на севере)
- сельским поселением Назарьевское (на востоке)
- городским поселением Большие Вязёмы (на юго-востоке)
- городским поселением Голицыно (на юге)
- сельским поселением Часцовское (на юго-западе)
- сельским поселением Никольское (на западе)

Площадь территории сельского поселения — 5399 га.

## Население
| 2006  | 2007  | 2008  | 2009  | 2010  | 2011  |
| ----- | ----- | ----- | ----- | ----- | ----- |
| 6214  | ↘6118 | ↗6179 | ↗6384 | ↘6129 | ↘6123 |
| 2012  | 2013  | 2014  | 2015  | 2016  | 2017  |
| →6123 | ↘6111 | ↘6071 | ↘6050 | ↘6013 | ↘5948 |
| 2018  | 2019  |       |       |       |       |
| ↘5867 | ↘5799 |       |       |       |       |

## История
Муниципальное образование сельское поселение Захаровское в существующих границах было образовано на основании закона Московской области «О статусе и границах Одинцовского муниципального района и вновь образованных в его составе муниципальных образований». Первоначально в его состав вошли 17 населённых пунктов бывших Захаровского и Введенского сельских округов. В 2006 году постановлением Губернатора Московской области деревня Хлюпино, посёлок Хлюпинского завода «Стройполимер» и посёлок станции Хлюпино были объединены в единый населённый пункт — деревню Хлюпино. Посёлок Хлюпинского завода «Стройполимер» и посёлок станции Хлюпино были исключены из учётных данных административно-территориальных и территориальных единиц Московской области.
5 февраля 2019 года упразднено вместе со всеми другими поселениями Одинцовского муниципального района в связи с их объединением с городским округом Звенигорода в Одинцовский городской округ.

## Состав сельского поселения
| Вид населённого пункта | Наименование                 | Население, (2010) | ОКАТО          | Бывшая территориальная единица |
| ---------------------- | ---------------------------- | ----------------- | -------------- | ------------------------------ |
| деревня                | Аляухово                     | 6                 | 46 241 810 002 | Введенский сельский округ      |
| село                   | Введенское                   | 237               | 46 241 810 001 | Введенский сельский округ      |
| посёлок                | Горбольницы № 45             | 624               | 46 241 810 008 | Введенский сельский округ      |
| деревня                | Захарово                     | 270               | 46 241 825 007 | Захаровский сельский округ     |
| деревня                | Клопово                      | 54                | 46 241 810 004 | Введенский сельский округ      |
| деревня                | Кобяково                     | 86                | 46 241 810 003 | Введенский сельский округ      |
| посёлок                | Летний Отдых                 | 2743              | 46 241 825 001 | Захаровский сельский округ     |
| деревня                | Марьино                      | 86                | 46 241 810 005 | Введенский сельский округ      |
| посёлок                | Подсобного хозяйства МК КПСС | 232               | 46 241 810 009 | Введенский сельский округ      |
| деревня                | Сальково                     | 75                | 46 241 810 006 | Введенский сельский округ      |
| деревня                | Скоротово                    | 94                | 46 241 810 007 | Введенский сельский округ      |
| деревня                | Тимохово                     | 3                 | 46 241 810 010 | Введенский сельский округ      |
| деревня                | Хлюпино                      | 1512              | 46 241 825 002 | Захаровский сельский округ     |
| посёлок                | Хлюпинского лесничества      | 69                | 46 241 825 005 | Захаровский сельский округ     |
| деревня                | Чигасово                     | 38                | 46 241 825 003 | Захаровский сельский округ     |

## Природа
По территории поселения протекают реки Холявка, Нахавня и Захаровка, а также несколько ручьёв.